# Måstena

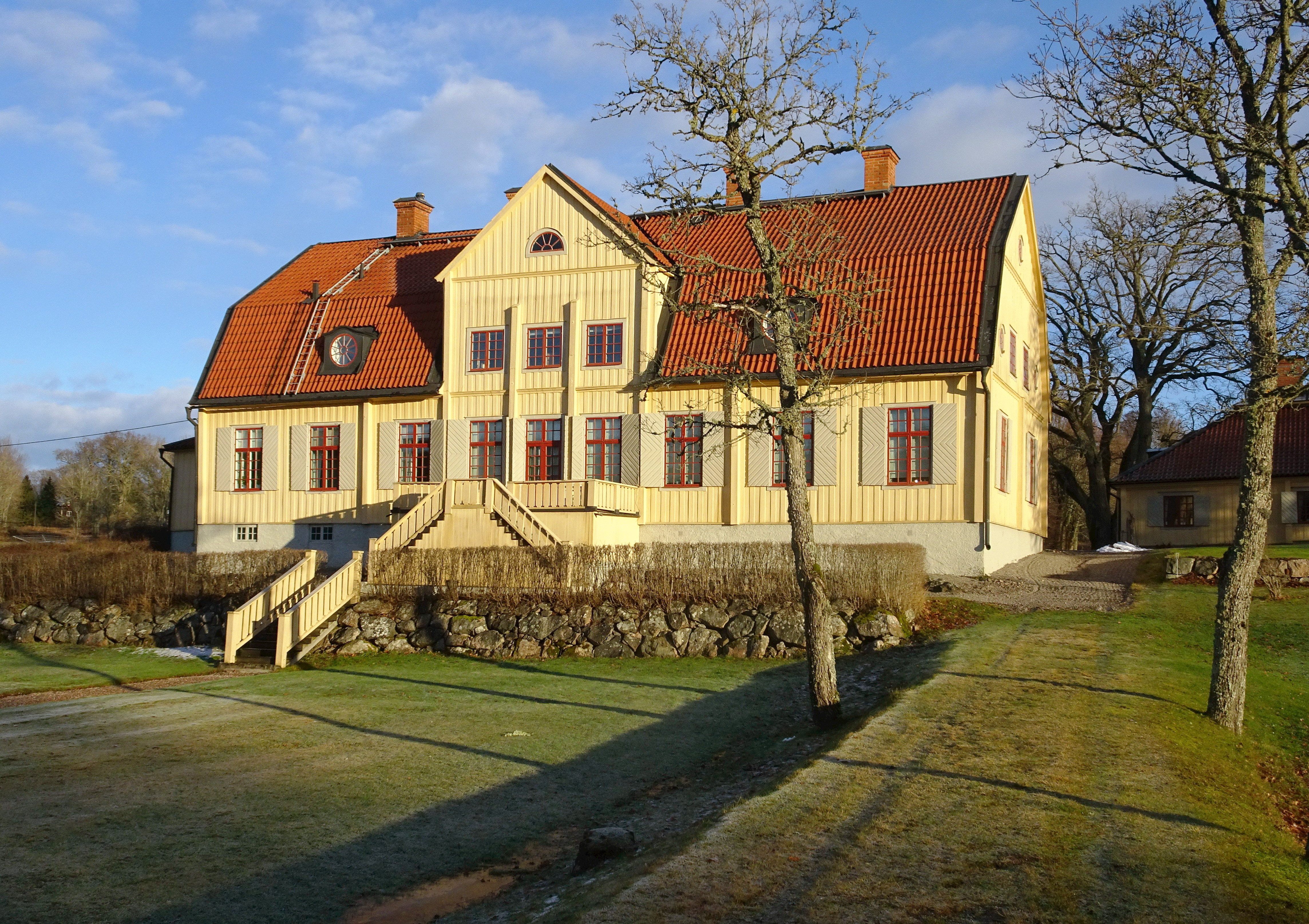
Måstenas huvudbyggnad sedd från trädgården, december 2017.

Måstena (äldre form Moestnæ och Mosstena) är en herrgård och ett före detta fideikommiss belägen vid Sundhällafjärden i Bälinge socken, Nyköpings kommun i Södermanlands län. Måstena ägs sedan 1755 av släkten von Plomgren.

## Historik

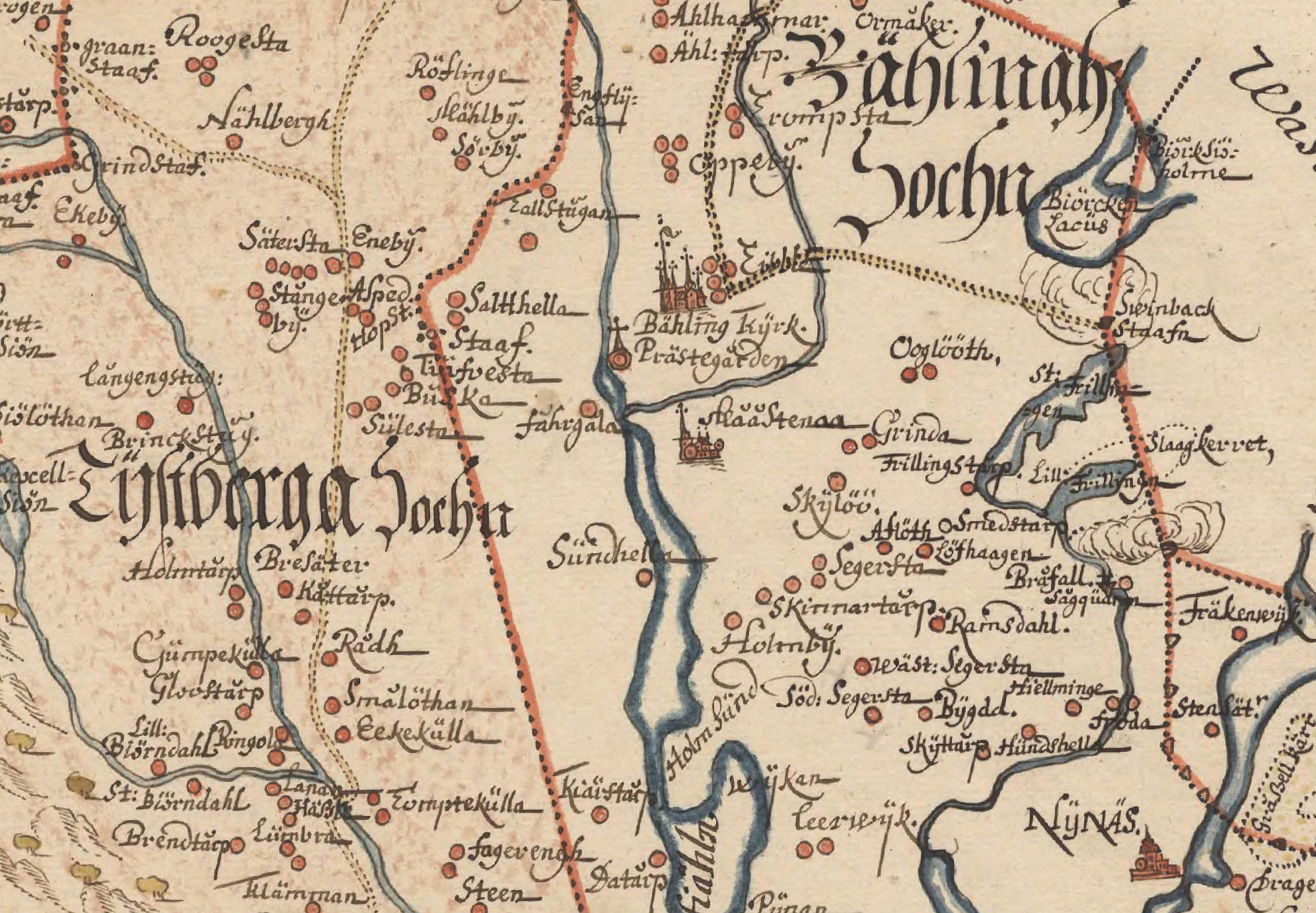
"Mååstenaa" mitt i bild, karta från 1678.

Måstena omnämns 1328 som de villa mastenæ och var på 1300- och 1400-talen en del av det stora godset Sundboholm, tillsammans med Björksund och Nynäs slott. Av Sundboholms väl befästa sätesgård syns ännu tjocka murrester i Koholmens naturreservat, cirka 1,5 kilometer söder om Måstena. Måstena, som då bara var en bondby inom godskomplexet Sundboholm, har med största sannolikhet anor sedan järnåldern. I anslutning till byn finns ett stort gravfält med omkring 130 synliga gravar och högar, samt runda och rektangulära stensättningar och treuddar.
Ännu under hela 1600-talet hörde gårdarna som bildade Måstena till Helgö säteri, men 1670 erhöll byn privilegier som säteri när änkefrun Maria Sofia De la Gardie köpte samman kringliggande gårdar och gjorde dem till ett storgods. Först när Helgö 1723 såldes till Björksund, blev Måstena skiljt därifrån och kom till riksrådet greve Ernst Johan Creutz den yngre på Kristineholm, som genom gifte var släkt med Helgös forna ägare. År 1742 köptes Måstena av presidenten Erland Broman gift med Charlotte Broman (född Wrangel).

## Måstena under släkten von Plomgren

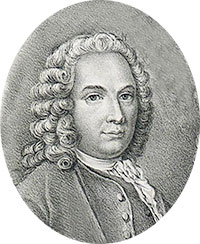
Thomas von Plomgren.

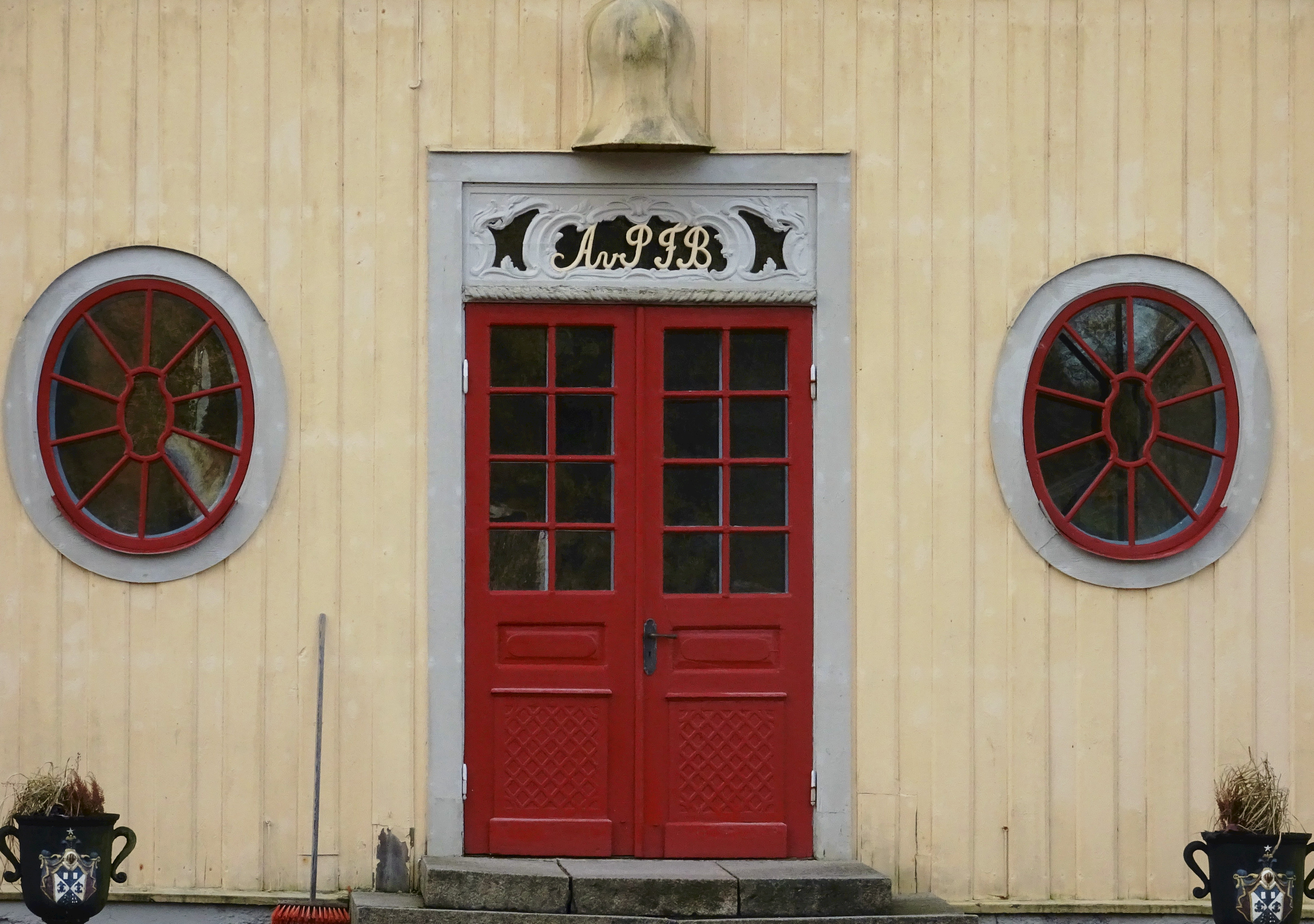
Entrén med initialerna "AvP FB".

Broman sålde egendomen kort därefter till kommerserådet Thomas von Plomgren, gift med Kristina Birgitta Funck. 1755 flyttade han fideikommisset Ålhult i Kalmar län till Måstena. Samma år övergick gården till sonen Anders von Plomgren (1730-1810). 
Under hans tid omvandlades Måstena successivt. Den ursprungliga bebyggelsen från 1600-talet ändrades kraftig under andra hälften av 1700-talet. De båda flyglarna byggdes om, i den södra anordnades kök och rum för tjänstefolk, meden den norra blev tillfällig bostad för ägaren. Flyglarna har en våning och kvadratisk planmått samt pyramidtak. Den gamla mangården visade sig vara så förfallen att den måste rivas. En ny huvudbyggnad uppfördes och invigdes 1770. Det blev ett trähus i 1½ våningar under ett brutet tegeltäckt sadeltak. En fransk trädgård anlades också och stod färdig 1781. Allén som leder fram till herrgården börjar vid torpet Vretstugan, en ålderdomlig ryggåsstuga med källarbod, och går ovanligt nog genom ekonomigården och kantas av sex arbetarbostäder, de flesta uppförda omkring 1900.
Huvudbyggnaden och flyglarna var ursprungligen rödfärgade, men har senare målats i gul kulör. Även huvudbyggnadens båda frontespiser (en mot entrésidan och en mot gården) är av senare datum, troligen tidigt 1800-tal. Över huvudentrén finns fortfarande initialerna AvP FB som står för Anders von Plomgren och dennes hustru Fredrika Lovisa Broman.  På 1920-talet utfördes en större restaurering och modernisering av fastigheten, bland annat installerades centralvärme och köket flyttades från södra flygeln in i huvudbyggnaden. Interiört bevarar Måstena sin rokokokaraktär med möbler, kakelugnar och klockor.
År 1810 avled Anders von Plomgren 80 år gammal efter att ha besuttit fideikommisset i 55 år. Efter honom tillträdde hans bror Carl Fredrik von Plomgren (född 1738) som innehade Måstena fram till sin död 1829. Dennes son Peter von Plomgren (född 1770) var ägare till 1848. Fideikommisset fortsatte sedan utan avbrott i släkten vom Plomgren och avvecklades först vid sista fideikommissariens död 1975, advokaten friherre Carl von Plomgren (1898-1975). Måstena är ännu (2017) i ätten von Plomgrens ägo.